# Famille von Waldburg-Zeil
 (août 2017).

Écu Waldburg-Zeil

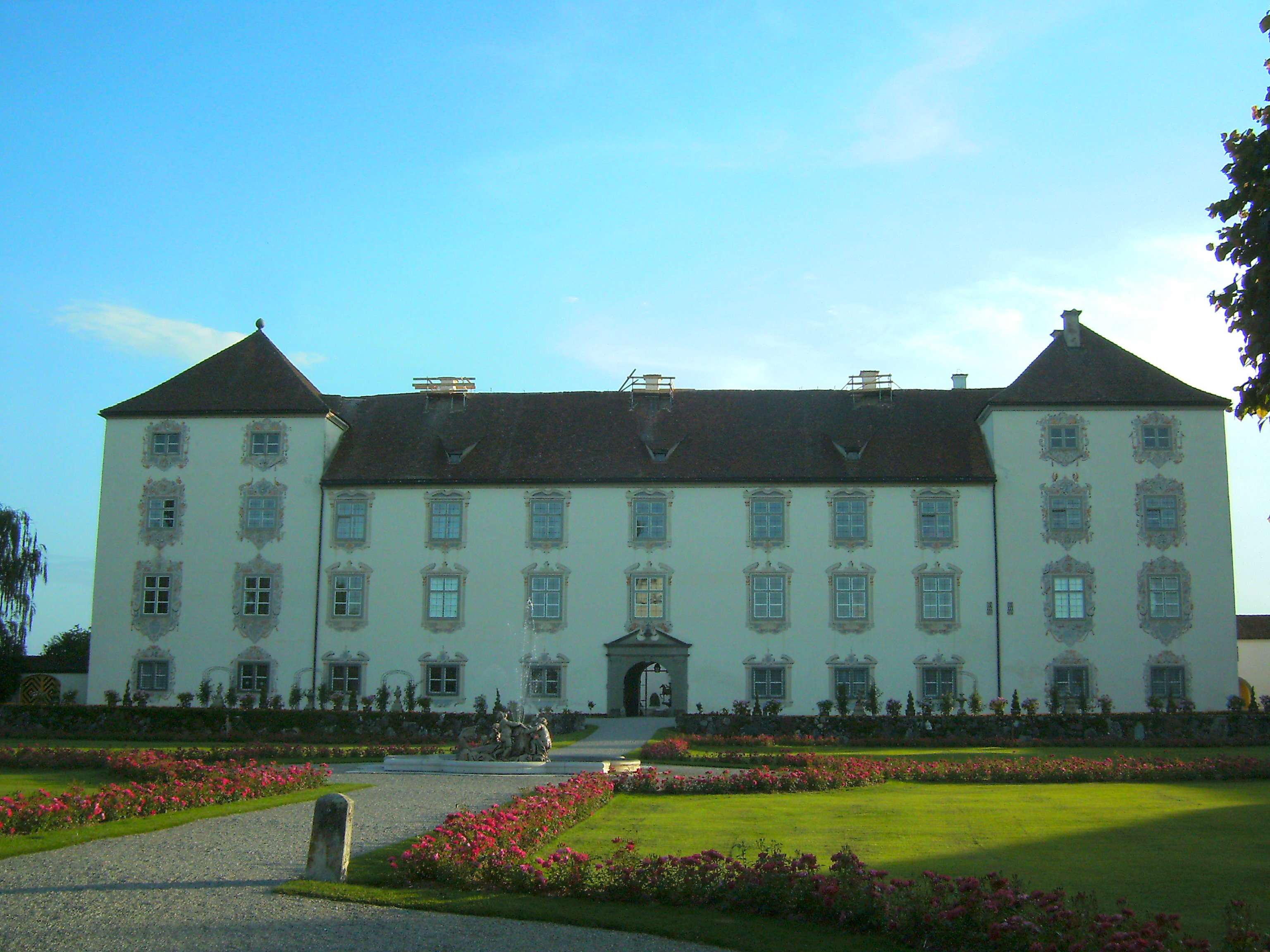
Le château de Zeil près de Leutkirch, Allemagne

La famille von Waldburg-Zeil est une des nombreuses branches de la famille d'origine ministériale des Comtes de Waldbourg.
La branche Waldburg-Zeil s'est constituée en 1595 par la séparation entre les lignes Waldburg-Wolfegg et Waldburg-Zeil. La maison d'origine de Waldburg-Zeil-Zeil a hérité du comté éteint de Waldburg-Trauchburg en 1779 et s'appelle depuis Waldburg-Zeil-Trauchburg.
Le comte Maximilien « von Waldburg zu Zeil und Trauchburg » (1750-1808) est devenu le 1er prince (« Fürst ») de Waldburg de Zeil et Trauchburg en 1803.
La branche Waldburg-Zeil resta fidèle à la religion catholique romaine. Leur château familial est situé près de Leutkirch en Allgäu.

## Branche aînée des Waldburg-Zeil-Trauchburg

### Liste des chefs

Le Palais de Hohenems, Autriche

Les chefs successifs de la branche aînée sont :
1. 1790 - 1808 : Maximilian von Waldburg zu Zeil und Trauchburg (1750-1808), 1er prince de Waldburg-Zeil en 1803 ;
2. 1808 - 1845 : Franz Thaddaus von Waldburg zu Zeil und Trauchburg (1778-1845), 2e prince de Waldburg-Zeil, fils du précédant ;
3. 1845 - 1862 : Constantin Maximilian von Waldburg zu Zeil und Trauchburg (1807-1862), 3e prince de Waldburg-Zeil, fils du précédant ;
4. 1862 - 1906 : Wilhelm von Waldburg zu Zeil und Trauchburg (1835-1906), 4e prince de Waldburg-Zeil, fils du précédant ;
5. 1906 - 1918 : Georg von Waldburg zu Zeil und Trauchburg (1867-1918), 5e prince de Waldburg-Zeil, fils du précédent ;
6. 1918 - 1953 : Erich August von Waldburg zu Zeil und Trauchburg (1899-1953), 6e prince de Waldburg-Zeil, fils du précédant ;
7. 1953 - 2015 : Georg von Waldburg zu Zeil und Trauchburg (1928-2015), 7e prince de Waldburg-Zeil, fils du précédant ;
8. depuis 2015 : Erich von Waldburg zu Zeil und Trauchburg (1962), 8e prince de Waldburg-Zeil, fils du précédent

### Généalogie sommaire
- Maximilian von Waldburg zu Zeil (1750 - 1808), épouse la baronne Johanna Maria von Hornstein (1752-1797)
  - Franz Thaddäus von Waldburg zu Zeil und Trauchburg (1778 - 1845), épouse la princesse Christiane Henriette Polyxena von Löwenstein-Wertheim-Rosenberg (1782-1811)
    - Constantin Maximilian von Waldburg zu Zeil und Trauchburg (1807 - 1862), épouse la comtesse Maximiliane von Quadt zu Wickrath (1813-1874)
      - Wilhelm Franz von Waldburg zu Zeil und Trauchburg (1835 - 1906), épouse la comtesse Maria Josepha von Waldburg zu Wolfegg und Waldsee (1840-1885)
        - Georg von Waldburg zu Zeil und Trauchburg (1867 - 1918), épouse la comtesse Marie Therese zu Salm-Reifferscheidt-Raitz (1869-1930)
          - Erich August von Waldburg zu Zeil und Trauchburg (1899 - 1953), épouse la princesse Monika von Löwenstein-Wertheim-Rosenberg (1905-1992)
            - Georg von Waldburg zu Zeil und Trauchburg (1928 - 2015), épouse la princesse Marie Gabrielle de Bavière
              - Erich von Waldburg zu Zeil und Trauchburg (1962), épouse la duchesse Mathilde de Wurtemberg

            - Alois von Waldburg zu Zeil und Trauchburg (1933 - 2014), épouse la comtesse Clarissa von Schönborn-Wiesentheid (1936)
              - Clemens von Waldburg zu Zeil und Trauchburg (1960), épouse la princesse Georgina de Liechtenstein (1962)
                - Maximilian von Waldburg zu Zeil und Trauchburg (1992), fiancé en 2025 avec Veronika Müller-Wilmes

          - Maria Theresia von Waldburg zu Zeil und Trauchburg (1901 - 1967), épouse l'archiduc Théodore Salvator de Habsbourg-Toscane (1899-1978)

## Branche cadette des Waldburg-Zeil-Hohenems

### Liste des chefs
Les chefs successifs de la branche comtale des Hohenems sont :
1. 1817 - 1868 : Maximilian Klemens von Waldburg zu Zeil und Hohenems (1799-1868) ;
2. 1868 - 1904 : Klemens von Waldburg zu Zeil und Hohenems (1842-1904), fils du précédant ;
3. 1904 - 1930 : Maximilian von Waldburg zu Zeil und Hohenems (1870-1930), fils du précédent ;
4. 1930 - 1955 : Comte Georg von Waldburg zu Zeil und Hohenems (1878-1955), frère du précédant ;
5. 1955 - 2022 : Comte Franz-Josef von Waldburg zu Zeil und Hohenems (1927-2022), fils du précédent[1] ;
6. depuis 2022 : Comte Franz-Clemens von Waldburg zu Zeil und Hohenems (1962), fils du précédent

### Généalogie sommaire
- Maximilian von Waldburg zu Zeil und Trauchburg (1750 - 1808), 1er prince de Waldburg-Zeil-Trauchburg, épouse Maria Anna Bernhardina von Waldburg (1772-1835)
  - Maximilian Klemens von Waldburg zu Zeil und Hohenems (1799 - 1868), épouse Maria Josepha von Enzberg (1814-1892)
    - Klemens von Waldburg zu Zeil und Hohenems (1842 - 1904), épouse Klementine von Oettingen (1844-1894)
      - Maximilian von Waldburg zu Zeil und Hohenems (1870 - 1930)
      - Georg von Waldburg zu Zeil und Hohenems (1878 - 1955), épouse l'archiduchesse Elisabeth Franziska d'Autriche-Toscane
        - Franz-Josef von Waldburg zu Zeil und Hohenems (1927 - 2022), épouse la comtesse Priscilla von Schönborn-Wiesentheid (1934-2019)
          - Franz-Clemens von Waldburg zu Zeil und Hohenems (1962), épouse la comtesse Stephanie von Blanckenstein (1966)

## Personnalités
- Comte Franz Anton von Waldburg-Zeil, connu en français comme le "comte de Zeyll". Prétendant avoir le droit d'anoblir en tant qu'échanson héréditaire d'Empire, il vendit de nombreuses lettres de noblesse.
- Comte Maximilian von Waldburg-Zeil, fils du précédent, nommé prince d'Empire de 1803 à 1806 (date de la suppression du Saint-Empire romain).
- Karl von Waldburg-Zeil, explorateur.

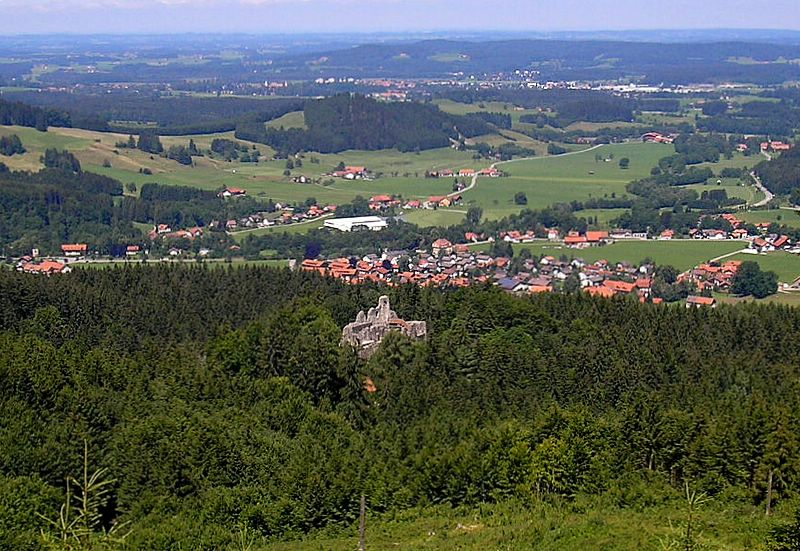
Le château du Vieux-Trauchbourg près d'Isny
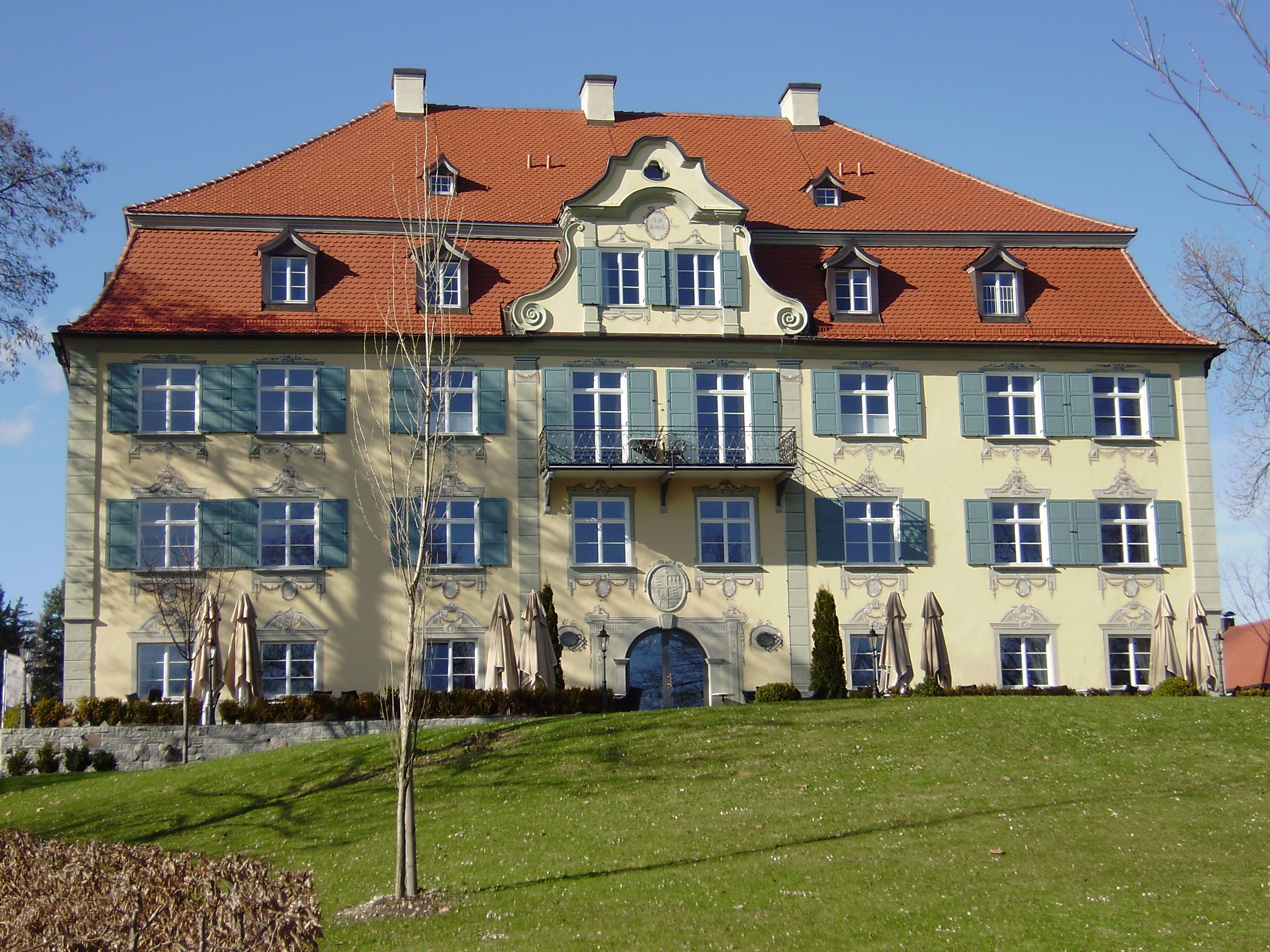
Le château du Nouveaux-Trauchbourg